# خدای من (فیلم ۱۹۶۸)
خدای من (به هندی: Mere Huzoor) و (به انگلیسی: My lord) فیلمی هندی محصول سال ۱۹۶۸ و به کارگردانی وینود کومار است. در این فیلم بازیگرانی همچون راج کومار، مالا سینها، جیتندرا و کی.ان. سینگ ایفای نقش کرده‌اند.